# Roger-Alexander Mabansa Ghonda
 (juillet 2025).
Motif : Ne remplit pas les CAA sur la durée, à vérifier
- Archive Wikiwix
- Bing
- Cairn
- DuckDuckGo
- E. Universalis
- Gallica
- Google
- G. Books
- G. News
- G. Scholar
- Persée
- Qwant
- (zh) Baidu
- (ru) Yandex

| 1. | Préciser le motif de la pose du bandeau. | Précisez le motif de la pose du bandeau en utilisant la syntaxe suivante : {{admissibilité à vérifier\|date=juillet 2025\|motif=remplacez ce texte par le motif}}                                   |
| 2. | Informer les utilisateurs concernés.     | Pensez à avertir le créateur de l'article, par exemple, en insérant le code ci-dessous sur sa page de discussion : {{subst:avertissement admissibilité à vérifier\|Roger-Alexander Mabansa Ghonda}} |

 (juillet 2025).
Roger-Alexander Mabansa Ghonda est un entrepreneur et acteur public de la République démocratique du Congo, actif dans la province du Kongo-Central. Il est connu pour ses initiatives locales dans le territoire de Madimba et pour sa candidature à la députation provinciale en 2023.

## Parcours
Roger Ghonda est le fils d'Antoine Ghonda, député national élu du territoire de Madimba. Il est présenté comme directeur général de l’établissement touristique Mbuela Lodge.

## Activités locales
En janvier 2023, Roger Ghonda prend part à l’opération d’enrôlement des électeurs à Kisantu. Il appelle à cette occasion les habitants du territoire, en particulier les jeunes, à participer au processus électoral.
Il est également à l’initiative de l’association « Les Amis de Roger Ghonda », par le biais de laquelle ont été organisées plusieurs actions ponctuelles dans le territoire de Madimba, telles que la remise de matériel agricole, des dons à l’hôpital de Kisantu, ou encore l’installation d’un transformateur électrique à Kikonka.

## Candidature
En novembre 2023, il est présenté comme candidat à la députation provinciale pour la circonscription de Madimba, lors d’un rassemblement à Kimasi organisé en présence de plusieurs autorités locales et coutumières.